# IJsselham
IJsselham (Nedersaksisch: Iesselham) is een buurtschap en tevens een voormalige gemeente in de Nederlandse provincie Overijssel. De buurtschap ligt in de gemeente Steenwijkerland, de gemeente met die naam bestond van 1973 tot 2001.
De gemeente IJsselham ontstond als gevolg van de Wet gemeentelijke herindeling Noordwest-Overijssel van 15 juni 1972. Deze wet bepaalde dat het aantal gemeenten in de "Kop van Overijssel" (de huidige gemeente Steenwijkerland) per 1 januari 1973 werd gereduceerd tot drie. IJsselham ontstond door de fusie van Blankenham, Kuinre en Oldemarkt. Daarnaast werden gedeelten van Blokzijl, Giethoorn en Steenwijkerwold aan IJsselham toegevoegd. Op 1 januari 2001 werd de gemeente samen met Brederwiede bij Steenwijk gevoegd. Deze werd op 1 januari 2003 in Steenwijkerland hernoemd. De buurtschap wordt door de bewoners zelf en de omliggende dorpen ook wel "de Slamme" genoemd.